# Les Royaumes du mur
Les Royaumes du mur (titre original: Kingdoms of the Wall) est un roman de science-fiction américain écrit par Robert Silverberg et paru aux États-Unis en 1992 puis en français aux éditions Robert Laffont en 1993.

## Résumé
Sur une planète éloignée, les habitants vivent au pied d'une énorme montagne (appelée « Kosa Saag », le « Mur »), aux dimensions quasi infinies. Ces habitants ont une tradition: chaque année, une quarantaine d'entre eux doivent tenter l'ascension du Mur.
Cette expédition est pour ceux dans la fleur de l'âge. Y participer est un honneur. Toutefois, plusieurs l'appréhendent. En effet, nul n'en est jamais revenu. Nul, sauf le légendaire « grimpeur », dont le récit fut des plus intrigants...
Tout au long du roman, on suit les péripéties de Poilar Bancroche, chef de son expédition. Il est accompagné de Traiben, son meilleur ami. Ils devront élucider plusieurs mystères. Aussi, ils rencontreront des personnages inquiétants. Enfin, plusieurs dangers les guetteront.